# Mosquée Hadjı Bani
La mosquée Hadji Bani (en azéri: Hacı Bani məscidi) est une mosquée du XVIe siècle à Bakou, en Azerbaïdjan.

## Histoire
Selon une inscription arabe, la mosquée a été construite par Hadji Bani au XVIe siècle. La mosquée fait partie du Palais des Chirvanchahs. Le grand mihrab à plusieurs niveaux est situé en face de l'entrée. La mosquée a un dôme.
Selon le décret du Cabinet d'Azerbaïdjan, la mosquée Hadji Bani est un monument historique d'importance nationale.